# Патријарх бугарски Максим
Патријарх бугарски Максим (буг. Максим Български; Орешак, 29. октобар 1914 — Софија, 6. новембар 2012) био је патријарх Бугарске православне цркве од 1971. до 2012. године.

## Биографија
Рођен је 29. октобра 1914. године у месту Орешак као Марин Најденов Минков, отац му се звао Најден Минков Рачев а мајка Пена Борџукова. У родном селу је завршио школу и полугимназију. После тога је постао искушеник у Тројанском манастиру. Завршио је Софијску духовну семинарију, а после тога Богословски факултет на Софијском универзитету.
Замонашио се 1941. године, добио је монашко име Максим и чин јерођакона. Године 1947. добио је титулу архимандрита од доростоло-червенског митрополита Михаила. У периоду од 1947. до 1950. као архимандрит Максим био је протосинђел доростоло-червенске митрополије, а од 1950. до 1955. старешина Бугарског црквеног подворја при Московској патријаршији. У периоду од 1955. до 1960. био је главни секретар Светог синода. На предлог патријарха бугарског Кирила хиротонисан је 30. децембра 1956. године као викарни епископ бранички. Године 1960. изабран је и постављен за ловчанског митрополита. После смрти патријарха Кирила у марту 1971. године, изабран је за патријарха и устоличен 4. јула 1971. године. Његова пуна титула гласи „Његова светост Максим, патријарх бугарски и митрополит софијски“.
Због мишљења да је његов избор за патријарха био под притиском комунистичких власти Тодора Живкова, појавио се 1992. раскол у Бугарској православној цркви и оформљен је алтернативни синод на челу са Пименом (1906-1999) који је 1996. проглашен за алтернативног патријарха. Православни сабор одржан 1998. године у Софији је потврдио да је избор патријарха Максима био канонски и они који су то оспоравали су позвани да се покају.
Умро је у Софији 6. новембра 2012. године, неколико дана после 98. рођендана.
У његовој заоставштини налазио се један ручни сат и половна писаћа машина који су припали Синоду.